# Punkt przegięcia
Niektóre z zamieszczonych tu informacji wymagają weryfikacji.
Dokładniejsze informacje o tym, co należy poprawić, być może znajdują się w dyskusji tego artykułu.
 Po wyeliminowaniu niedoskonałości należy usunąć szablon {{Dopracować}} z tego artykułu.

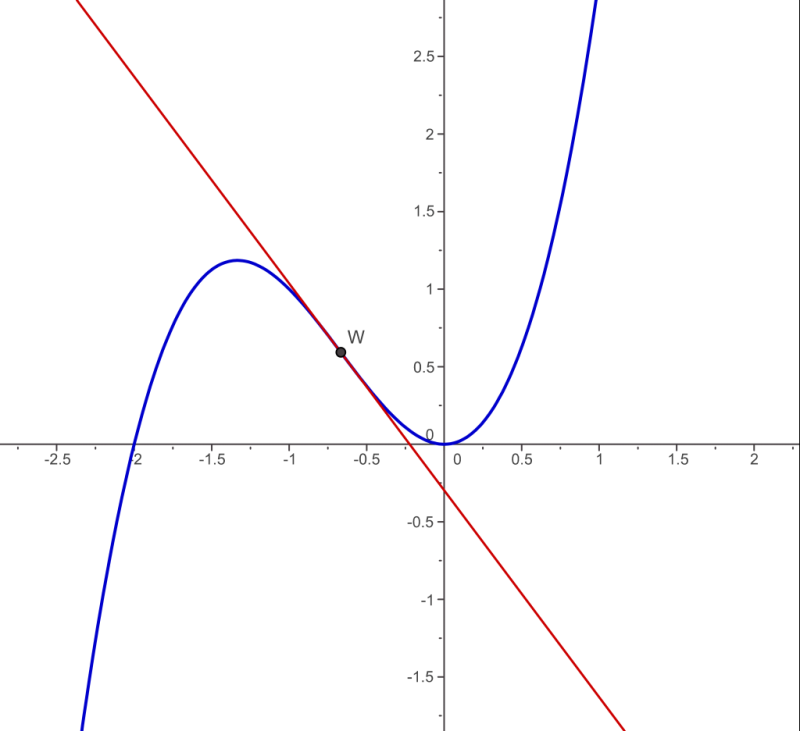
Przykładowy wykres funkcji zawierającej punkt przegięcia (w); styczna w tym punkcie została zaznaczona na czerwono.

Punkt przegięcia – wieloznaczne pojęcie matematyczne używane w analizie i geometrii, konkretniej analizie rzeczywistej i planimetrii. W obu tych działach punkty przegięcia są definiowane różnie i nierównoważnie:
- dla funkcji rzeczywistej o zmiennej rzeczywistej jest to pewien punkt w jej dziedzinie lub na wykresie. Zachodzi w nim zmiana wypukłości, tj. po jednej stronie przegięcia funkcja jest wypukła, a po drugiej – wklęsła[1][2]. Ta definicja jest niejednoznaczna przez różne użycie nazw „wypukłość” i „wklęsłość”; oprócz tego bywa zawężana dodatkowymi warunkami na zachowanie funkcji w tym miejscu. Przy niektórych z tych zawężeń – oraz innych definicjach, nieodwołujących się do wypukłości – punkt przegięcia wykresu staje się szczególnym przypadkiem sensu geometrycznego:
- dla ogólnych krzywych płaskich punkt przegięcia to taki, w którym istnieje styczna i „przechodzi” ona z jednej strony krzywej na drugą[3][4]. W sensie ścisłym i węższym[5]: w pewnym sąsiedztwie przegięcia krzywa zawiera się we wnętrzu kątów wierzchołkowych utworzonych przez styczną i normalną[6]. Można to też formalizować przez zmianę znaku krzywizny[7], choć wymaga to innych założeń o własnościach krzywej[potrzebny przypis].

Oprócz tego znaczenia z pierwszej grupy mają swoje warunki wystarczające jak:
- ekstremum pierwszej pochodnej we wnętrzu dziedziny[8],
- zmiana znaku drugiej pochodnej[9][10],
- zmiana znaku pewnych wyrażeń z pierwszą lub drugą pochodną w przegięciu,
- zerowanie się pochodnych kolejnych rzędów między pierwszym a pewnym rzędem nieparzystym, dla którego wartość pochodnej jest niezerowa[11][12]:

{\displaystyle \mathop {\exists } \limits _{k\in \mathbb {N} _{+}}{\Big (}f^{(2k+1)}(x_{0})\neq 0\wedge \mathop {\forall } \limits _{n\in \mathbb {N} }1<n<2k+1\Rightarrow f^{(n)}(x_{0})=0{\Big )}.}
Kryteria te istnieją dzięki twierdzeniom o różniczkowalnych funkcjach wypukłych i wklęsłych. Przy pewnym zawężeniu pojęć te warunki wystarczające stają się równoważnymi; bywają wręcz używane jako definicje.
Pojęcie to wprowadził do matematyki prawdopodobnie Gilles de Roberval; posłużył się nim w 1636 roku, w liście do Pierre’a Fermata. O przegięciach pod innymi nazwami wspominali potem między innymi Gottfried Wilhelm Leibniz i Isaac Newton.

## Przegięcia funkcji rzeczywistych

Wykres funkcji trzeciego stopnia (sześcianu), czasem nazywany parabolą sześcienną. Punktem przegięcia jest tu początek układu współrzędnych (0,0), z obu perspektyw: 1) dla argumentów ujemnych funkcja jest ściśle wklęsła, a dla dodatnich – ściśle wypukła; 2) styczną jest tu oś pozioma (Ox), normalną – oś pionowa (Oy), a cały wykres znajduje się w przeciwległych ćwiartkach układu (pierwszej i trzeciej).

Tangensoida – wykres funkcji tangens Jej miejsca zerowe to wielokrotności 90° lub pi radianów: Punkty te są zarazem przegięciami; prostych stycznych ani normalnych tu nie przedstawiono.

Wykres pierwiastka sześciennego To przykład funkcji, która ma punkt przegięcia ale druga pochodna się w nim nie zeruje i w dodatku nie istnieje. W tym miejscu nie ma nawet właściwej pierwszej pochodnej; dąży tam ona do nieskończoności: przy

Wykres funkcji wymiernej – przykład hiperboli. Początek układu współrzędnych (0,0) rozdziela tu przedział ścisłej wklęsłości od przedziału ścisłej wypukłości Mimo to punkt zwykle nie jest uznawany za przegięcie – jako liczba spoza dziedziny tej funkcji.

### Szeroka definicja przez wypukłość
Niech {\displaystyle f} będzie funkcją zmiennej rzeczywistej o wartościach rzeczywistych: {\displaystyle f\colon X\to Y,} gdzie {\displaystyle X,Y\subseteq \mathbb {R} .} Wtedy mówi się, że {\displaystyle f} ma punkt przegięcia w {\displaystyle x=x_{0}} wtedy i tylko wtedy, gdy w pewnym otoczeniu punktu {\displaystyle x_{0}} jest po jednej z jego stron ściśle wypukła, a po drugiej – ściśle wklęsła. Formalnie oznacza to, że istnieje liczba {\displaystyle r\in \mathbb {R} _{+},} dla której funkcja {\displaystyle f{:}}
a) jest ściśle wklęsła na przedziale {\displaystyle (x_{0}-r,x_{0})} i ściśle wypukła na przedziale {\displaystyle (x_{0},x_{0}+r);}
b) odwrotnie – jest ona ściśle wypukła na {\displaystyle (x_{0}-r,x_{0})} i ściśle wklęsła na {\displaystyle (x_{0},x_{0}+r).}
Wypukłość i wklęsłość są definiowane różnie – i nierównoważnie – przez różnych autorów. W ogólności funkcja {\displaystyle f{:}}
- jest ściśle wklęsła na przedziale {\displaystyle [u,v]\subseteq X} wtedy i tylko wtedy, gdy jest ciągła na przedziale {\displaystyle (u,v)} i:

{\displaystyle \forall {u\leqslant a<b<c\leqslant v}:{\frac {f(b)-f(a)}{b-a}}>{\frac {f(c)-f(b)}{c-b}}}
lub (równoważna definicja):
{\displaystyle \forall {u\leqslant a<b\leqslant v}:f\left({\frac {a+b}{2}}\right)>{\frac {f(a)+f(b)}{2}}.}
- Podobnie funkcja jest ściśle wypukła na tym przedziale wtedy i tylko wtedy, gdy jest ciągła na tym przedziale i:

{\displaystyle \forall {u\leqslant a<b<c\leqslant v}:{\frac {f(b)-f(a)}{b-a}}<{\frac {f(c)-f(b)}{c-b}}}
lub (równoważna definicja):
{\displaystyle \forall {u\leqslant a<b\leqslant v}:f\left({\frac {a+b}{2}}\right)<{\frac {f(a)+f(b)}{2}}.}

### Inne definicje

Wśród funkcji nieróżniczkowalnych istnieją takie, które w punkcie nieróżniczkowalności mają styczną pionową (tu Takie funkcje mogą ją przecinać, nie zmieniając przy tym wypukłości – przez co punkty te nie są zaliczane do przegięć. Wykresy takich funkcji nie spełniają też ścisłej geometrycznej definicji przegięcia, opartej na kątach wierzchołkowych między styczną a normalną.

Niektórzy matematycy definiują punkty przegięcia funkcji przez wypukłość i wklęsłość w sąsiedztwie, ale określone inaczej – za pomocą stycznych. Wymaga to wzmocnienia założenia ciągłości o różniczkowalność. Zdarza się też dodatkowy wymóg, by w tym sąsiedztwie przegięcia istniała także druga pochodna i to ciągła; takie funkcje bywają nazywane klasą {\displaystyle {\mathcal {C}}^{2}}.
Nierzadko zakłada się też dodatkowe własności funkcji {\displaystyle f} w samym punkcie {\displaystyle x_{0}} jak:
- określoność w tym punkcie[14] (przyjmowanie w nim jakiejś wartości: {\displaystyle x_{0}\in X});
- ciągłość[b]: {\displaystyle f\in {\mathcal {C}};}
- istnienie w nim pochodnych jednostronnych {\displaystyle (f'_{\pm })} spełniających pewne nierówności[2];
- istnienie w nim stycznej[18], czyli spełnianie jednego z dwóch warunków[19]:
  - istnienie pochodnej właściwej lub niewłaściwej (tj. nieskończonej)[20]: {\displaystyle f'(x_{0})\in {\overline {\mathbb {R} }};}
  - istnienie jednostronnych pochodnych niewłaściwych: {\displaystyle f'_{+}(x_{0}),f'_{-}(x_{0})\in \{\pm \infty \};}
- różniczkowalność[16] – istnienie pochodnej właściwej (tj. skończonej): {\displaystyle f'(x_{0})\in \mathbb {R} ;}
- istnienie drugiej pochodnej (podwójna różniczkowalność) i jej ciągłość[17][21]: {\displaystyle f\in {\mathcal {C}}^{2}.}

Czasem przegięcie funkcji jest definiowane bez wypukłości ani wklęsłości. Niektórzy odwołują się do własności związanych ze styczną w tym punkcie {\displaystyle (x_{0}){:}}
- nieformalnie przegięcie to punkt przecinania stycznej[21]. To znaczenie obejmuje też funkcje bez zmiany wypukłości, w dodatku z wykresem po jednej stronie prostej normalnej – wbrew ogólnej definicji przegięcia krzywej płaskiej. Tak się może dziać w wypadku stycznych pionowych[5].
- Wykluczenie stycznych pionowych oznacza, że w przegięciu istnieje pochodna skończona {\displaystyle (f'(x_{0})\in \mathbb {R} ).} Wtedy przebijanie stycznej to formalnie zmiana znaku funkcji {\displaystyle f-s,} gdzie {\displaystyle s(x)=f(x_{0})+f'(x_{0})(x-x_{0})} to funkcja opisująca styczną w punkcie {\displaystyle x_{0}}[c][20]. Ta definicja również bywa zawężana[d]. Wszystkie takie przegięcia są zgodne z definicją geometryczną (dla ogólnej krzywej płaskiej); mimo to mogą one nie zmieniać wypukłości funkcji, co opisano dalej.

Zdarza się jeszcze inna definicja – pozwalająca rozstrzygnąć, czy punkt jest przegięciem, za pomocą samych pochodnych w tym punkcie. Wymaga to co najmniej trzykrotnej różniczkowalności (istnienia {\displaystyle f'''(x_{0})}).

### Przykłady nierównoważności
Powyższe definicje nie są sobie równoważne – istnieją funkcje z punktami spełniającymi tylko niektóre z nich. Są przypadki zmiany wypukłości, w których:
- druga pochodna jest nieciągła;
- nie ma drugiej pochodnej – por. funkcja {\displaystyle u(x):=x|x|.} W punkcie {\displaystyle x=0} istnieje przegięcie, bo pierwsza pochodna {\displaystyle u'(x)=2|x|} ma tam swoje minimum. Mimo to drugie pochodne jednostronne są tam różne {\displaystyle (u''_{-}\neq u''_{+}),} więc obustronna druga pochodna nie istnieje;
- nie ma pierwszej pochodnej właściwej (skończonej) – por. pierwiastek kubiczny (sześcienny);
- nie ma nawet niewłaściwej pierwszej pochodnej;
- nie ma stycznej[22];
- nie ma ciągłości;
- nie ma wartości w tym punkcie; por. {\displaystyle v(x):=1/x.}

Istnieją też funkcje z punktami spełniającymi „geometryczną” definicję przegięcia (przez styczną), ale bez zmiany wypukłości w tym punkcie:
{\displaystyle g(x):={\begin{cases}-x^{2}(2+\sin {\frac {1}{x}})&{\text{dla }}x<0,\\0&{\text{dla }}x=0,\\x^{2}(2+\sin {\frac {1}{x}})&{\text{dla }}x>0.\end{cases}}}
Ta funkcja jest różniczkowalna w zerze {\displaystyle (g'(0)=0),} ale jej pochodna jest tam nieciągła i nawet nie ma granic jednostronnych. Warunek ciągłości pochodnej {\displaystyle (f\in {\mathcal {C}}^{1})} nie usuwa jednak takich przypadków. Nie robi tego nawet postulat dwukrotnej różniczkowalności z ciągłą drugą pochodną {\displaystyle (f\in {\mathcal {C}}^{2}).} Istnieją funkcje tej klasy, które również przecinają swoją styczną bez zmiany wypukłości w tym punkcie:
{\displaystyle k(x):={\begin{cases}x^{5}(1+\sin ^{2}{\frac {1}{x}})&{\text{dla }}x\neq 0,\\0&{\text{dla }}x=0.\end{cases}}}

### Warunki konieczne i wystarczające

Wykres czwartej potęgi: To przykład funkcji, która w pewnym punkcie ma zerową drugą pochodną, ale nie ma tam przegięcia. Druga pochodna nie zmienia tam znaku – po obu stronach jest dodatnia – a pierwsza pochodna nie ma tam ekstremum. Czwarta potęga jest ściśle wypukła w całej dziedzinie, a w zerze ma minimum.

Wykres wielomianu czwartego stopnia: To przykład funkcji, której druga pochodna zeruje się w punkcie niebędącym ani przegięciem, ani ekstremum.

W przegięciach druga pochodna w ogólności nie musi istnieć, ale może przyjmować tylko zerową wartość {\displaystyle (f''(x_{0})=0)}. Ten warunek konieczny nie jest jednak warunkiem wystarczającym:
- jeśli obie pochodne (pierwsza i druga) się zerują, to punkt może nie być przegięciem, lecz ekstremum[25] – por. {\displaystyle y=x^{4};}
- jeśli druga pochodna się zeruje, a pierwsza nie, to punkt nie jest ekstremum, ale nie musi też być przegięciem; por. jedna z dalszych ilustracji.

Dla różnych klas funkcji można wskazać różne warunki wystarczające przegięcia:
- Jeśli funkcja ma obustronną pochodną w pewnym otoczeniu punktu {\displaystyle x_{0},} wówczas warunkiem wystarczającym jest właściwe ekstremum lokalne pierwszej pochodnej w punkcie {\displaystyle x_{0}.} Ten warunek nie jest w ogólności konieczny – w sąsiedztwie przegięcia pochodna może w ogóle nie istnieć[26]. Mimo to, tak jak napisano wyżej, czasem zakłada się różniczkowalność badanej funkcji w całym przedziale – wprost lub przez definiowanie wypukłości za pomocą stycznych.
- Warunkiem wystarczającym istnienia punktu przegięcia jest też istnienie drugiej pochodnej funkcji równej zeru w punkcie {\displaystyle x_{0}} oraz zmiana jej znaku w tym punkcie[4].
- Dla funkcji trzykrotnie różniczkowalnej warunkiem wystarczającym jest: {\displaystyle f''(x_{0})=0\wedge f'''(x_{0})\neq 0.} W ogólności: jeśli w jakimś punkcie pierwsza nieznikająca (różna od zera) pochodna jest rzędu nieparzystego większego niż dwa, to jest tam przegięcie[27].

### Rola przegięć
Poszukiwanie przegięć to jeden z klasycznych elementów badania przebiegu zmienności funkcji rzeczywistych {\displaystyle (f\colon X\rightarrow \mathbb {R} ,X\subseteq \mathbb {R} ).} Punkty te mogą się pojawić w analizie pochodnych, począwszy od pierwszej – mogą się znaleźć wśród punktów krytycznych badanej funkcji {\displaystyle (f).} Przegięcia – tak jak lokalne ekstrema – mogą występować zarówno wśród:
- punktów nieróżniczkowalności (braku pochodnej)[14]; przy czym taki punkt może być jednocześnie i ekstremum, i przegięciem[22];
- punktów stacjonarnych, czyli miejsc zerowych pierwszej pochodnej {\displaystyle (f'(x_{s})=0).} Takie punkty stacjonarne bez ekstremum w przypadku jednowymiarowym mogą należeć do przegięć. Bywają nazywane punktami siodłowymi[28], przy czym te ostatnie są też definiowane inaczej – geometrycznie, jako punkty zerowej krzywizny[29]. Wtedy punkty siodłowe nie są szczególnym przypadkiem różniczkowalnych przegięć, lecz ich uogólnieniem na wiele wymiarów.

W ogólności przegięcie wykresu nie ma ścisłego związku z pierwszą pochodną. Jeśli w takich punktach ona istnieje, to może mieć dowolny znak i być nieskończona (niewłaściwa), co ilustrują wykresy obok. Przegięcia są bliżej związane z dalszymi pochodnymi – przez różne warunki konieczne lub wystarczające, opisane wyżej.

### Przegięcia wielomianów
Wielomian n-tego stopnia {\displaystyle (n\geqslant 2)} ma co najwyżej {\displaystyle n-2} punktów przegięcia. Wynika to z połączenia trzech faktów:
- podwójna różniczkowalność wielomianów, dająca też ciągłą drugą pochodną (klasa {\displaystyle {\mathcal {C}}^{2}}); przegięcia takich funkcji muszą spełniać warunek konieczny, jakim jest zerowanie się drugiej pochodnej {\displaystyle (f''(x_{0})=0);}
- wzór na pochodną wielomianu – dla {\displaystyle n\geqslant 1} pochodna zmniejsza stopień wielomianu o jeden. Przez to druga pochodna ma stopień niższy o dwa {\displaystyle (\deg f''=\deg f-2);}
- zasadnicze twierdzenie algebry mówi między innymi, że liczba pierwiastków rzeczywistych wielomianu rzeczywistego nie przekracza jego stopnia; tutaj liczba pierwiastków drugiej pochodnej nie przekracza {\displaystyle n-2.}

W szczególności funkcje kwadratowe – dla których {\displaystyle n=2} – nie mają przegięć. Dotyczy to także wielomianów stopnia niższego niż dwa, czasem zwanych funkcjami liniowymi.

## Uogólnienie na inne krzywe płaskie
Pojęcie punktu przegięcia może też zostać uogólnione na krzywe płaskie niebędące wykresami funkcji, zwłaszcza na krzywe z punktami regularnymi, tj. o unikalnej stycznej. Tak jak wspomniano, tutaj również występują różne konwencje:
- nieformalnie – w punkcie przegięcia krzywa przechodzi z jednej strony stycznej na drugą[30];

- w sensie ścisłym i węższym[5]: w pewnym sąsiedztwie przegięcia krzywa zawiera się we wnętrzu kątów wierzchołkowych utworzonych przez styczną i normalną[6];

- inna ścisła definicja mówi o rozdzielaniu punktów o krzywiźnie dodatniej i ujemnej[7], co wymaga zerowania się krzywizny w tym punkcie[31]. Tak rozumiane przegięcie jest szczególnym, jednowymiarowym przypadkiem punktu siodłowego lub – przy innych definicjach – jego odpowiednikiem.

W miarę zbliżania się do punktu przegięcia promień krzywizny wykresu funkcji dwukrotnie różniczkowalnej rośnie do nieskończoności. Mówi się skrótowo, że jest on w punkcie przegięcia nieskończony. Oznacza to, że w otoczeniu punktu przegięcia krzywa (w szczególności np. wykres funkcji) jest lepiej przybliżana linią prostą niż łukiem okręgu.